# BioSentinel
BioSentinel — недорогой космический корабль CubeSat, выполняющий астробиологическую миссию, которая будет использовать почкующиеся дрожжи для обнаружения, измерения и сравнения воздействия радиации на восстановление ДНК в течение длительного времени за пределами низкой околоземной орбиты.
Выбранный в 2013 году для запуска в 2022 году, космический корабль будет работать в радиационной среде дальнего космоса на протяжении всей своей 18-месячной миссии. Это поможет ученым понять угрозу для здоровья от космических лучей и среду дальнего космоса для живых организмов и снизить риск, связанный с долгосрочными исследованиями человека, как планирует НАСА. чтобы отправить людей в космос дальше, чем когда-либо прежде. Космический корабль был запущен 16 ноября 2022 года в рамках миссии Artemis 1.

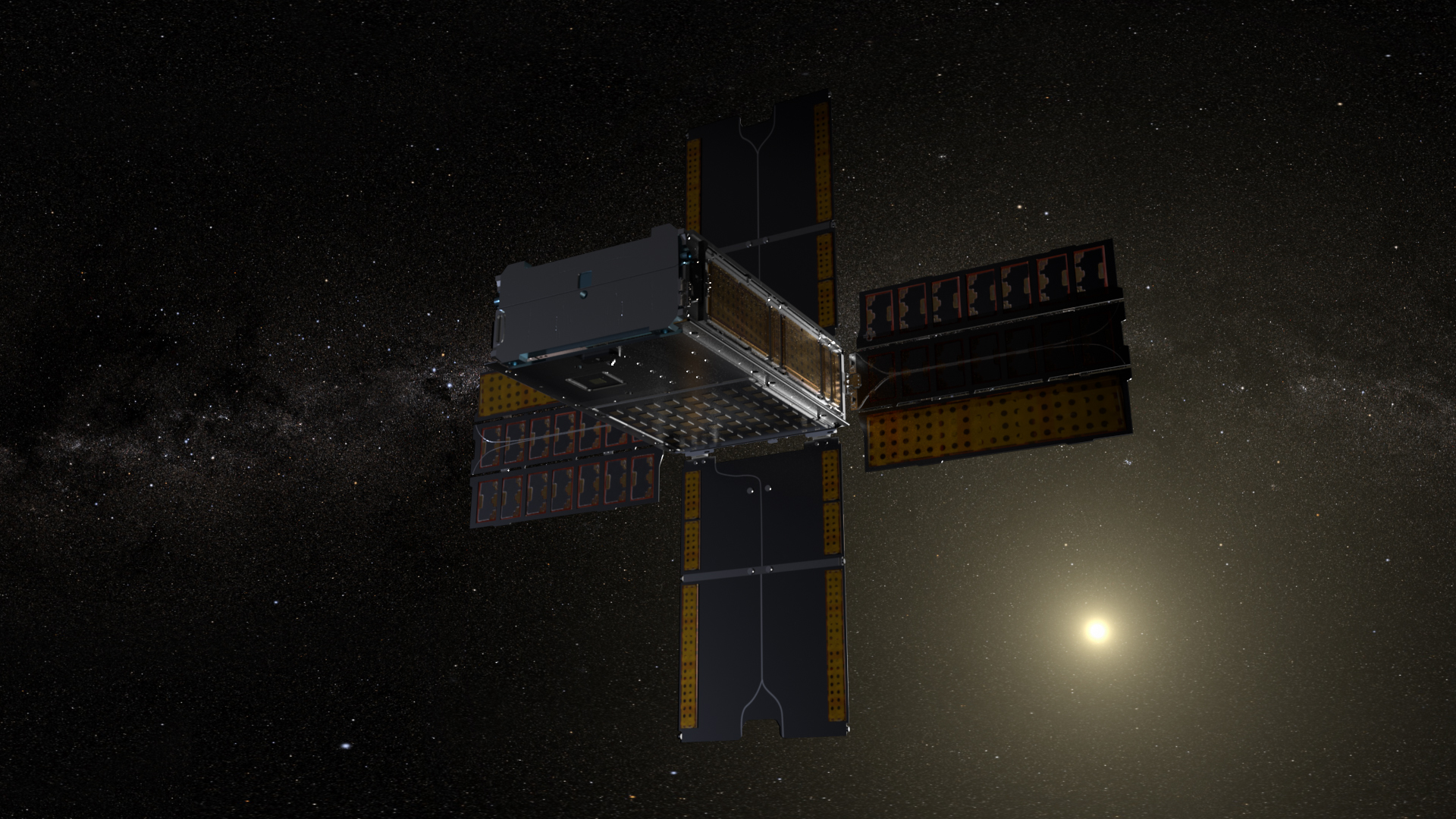